# 오카다 유키 (1996년)
오카다 유키(일본어: 岡田 優希, 1996년 5월 13일~)는 일본의 축구 선수이다.

## 구단 경력
그는 2019년 J2리그의 FC 마치다 젤비아에 입단했다. 2021년까지 83경기에 출전하여, 4득점을 넣었다. 2022년부터 2023년까지 J3리그의 테게바자로 미야자키와 기라반츠 기타큐슈에서 뛰었다. 2024년 나라 클럽로 이적했다.